# Epiblema concava
Epiblema concava es una especie de polilla del género Epiblema, familia Tortricidae.
Fue descrita científicamente por Diakonoff en 1964.

## Distribución
Se encuentra en Nepal (Manangbhot).